# Mari Kiviniemi
Mari Johanna Kiviniemi (Seinäjoki, 27 de septiembre de 1968) es una política finlandesa, presidenta del Partido del Centro entre 2010 y 2012. Kiviniemi fue primera ministra de Finlandia desde el 22 de junio de 2010 hasta el 22 de junio de 2011.